# 基托伊山脈
52°00′N 101°30′E / 52°N 101.5°E
基托伊山脈是俄羅斯的山脈，位於布里亞特共和國，屬於東薩彥嶺的一部分，全長180公里，最高點海拔高度3,216米，山坡被落葉松和松樹覆蓋，該山脈蘊藏石棉。